# Ostra perlífera

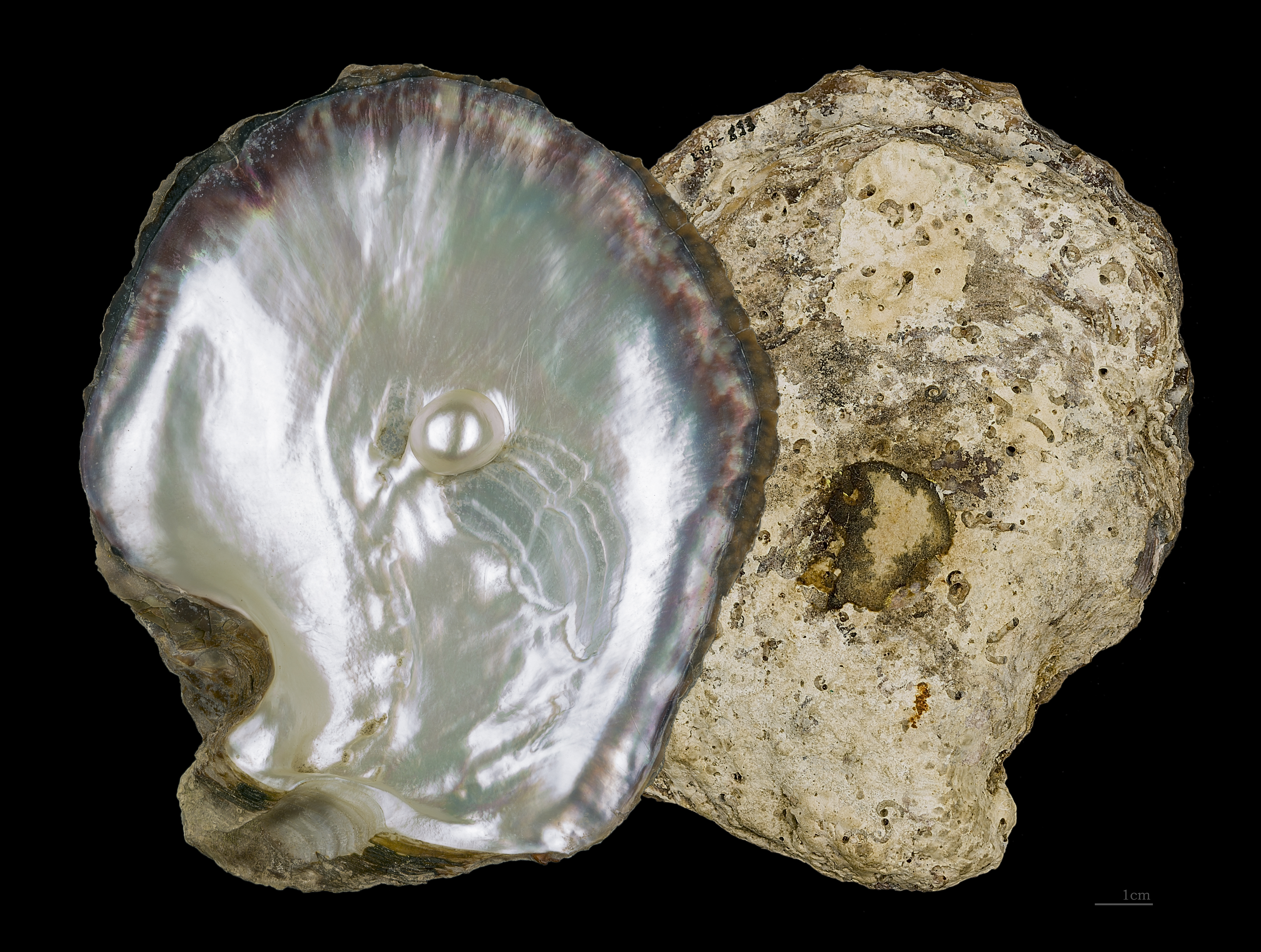
Pinctada margaritifera - MHNT

Uma ostra perlífera (também conhecida como pintadina) é um molusco da classe dos Lamelibrânquios ou bivalves, com capacidade para produzir pérolas, existindo vários tipos.
As mais procuradas ostras perlíferas são as Pinctada Fucata a Pinctada Martensi e a Pinctada Margaritífera formadas, em zonas de águas tropicais, grandes bancos naturais onde são pescadas por diversos procedimentos.
A ostra perlífera é um animal gregário e a sua vida origina-se com o depósito dos óvulos e espermatozoides no mar que caem em zonas muito definidas sendo a possibilidade de fertilização muito elevada. Após 24h, o ovo fertilizado desenvolve uma pequena concha bivalve que fica a flutuar levada pelas correntes marinhas. Ao fim de semana fixa-se em rochas ou sedimentos, que encontra no seu caminho. Nos primeiros dois anos, tem um crescimento rápido, passando a ser alvo de esponjas, raias, estrelas do mar, etc. que as procuram como alimento.
Após a maturação, ficam aptas a produzir pérolas, processo semelhante ao da formação do interior da concha, surgindo por reacção defensiva a um corpo estranho (parasitas, como ácaros, ou grãos de areia ou outros materiais), que se introduz nos seus tecidos moles. Esse corpo estranho é envolvido por uma secreção natural, o nácar (conchiolina e carbonato de cálcio), formando dessa forma uma pérola mais ou menos esférica.